# Trinitrobenzolsulfonsäure
Trinitrobenzolsulfonsäure ist eine chemische Verbindung aus der Gruppe der Benzolsulfonsäurederivate.

## Verwendung
Trinitrobenzolsulfonsäure kann zum Nachweis von Aminosäuren verwendet werden. Die Verbindung wird bei der Herstellung von Sprengstoffen eingesetzt.